# Książka skarg i wniosków
Książka skarg i wniosków (także książka skarg i zażaleń) – zeszyt lub gotowa księga, do której klienci mogli wpisywać krytyczne uwagi dotyczące pracy placówek handlowych i usługowych. 
Stanowiła w Polsce Ludowej obowiązkowe wyposażenie uspołecznionych placówek handlu detalicznego, gastronomicznych i usługowych, które powinno znajdować się w widocznym i swobodnie dostępnym miejscu. Każda osoba, która zamierzała skorzystać z książki, miała prawo otrzymać ją na żądanie. Po raz pierwszy wprowadzone zostały w 1954 roku uchwałą Rady Państwa i Rady Ministrów z 14 grudnia 1950 roku „w sprawie rozpatrywania i załatwiania odwołań, listów i zażaleń ludności oraz krytyki prasowej”. Zarządzeniem Ministra Kolei z 6 lipca 1951 ustalono prowadzenie książki zażaleń na stacjach kolei państwowych. Rolę strażnika jakości pełnić miały prezydia rad narodowych.
Książki te były w praktyce zeszytami przywiązanymi sznurkiem, do których były wpisywane skargi, zażalenia, a także pochwały klientów sklepów i zakładów usługowych. Duża liczba krytycznych wpisów groziła naganą, potrąceniem premii, a nawet dyscyplinarnym przesunięciem na inne stanowisko.
Książki skarg i wniosków zachowały się obecnie jedynie w prywatnych zbiorach. Nie było obowiązku ich magazynowania w archiwach państwowych czy zakładowych.

## W kulturze
- Książka skarg i wniosków – film dokumentalny z 2000[5]